# Memminger Hütte

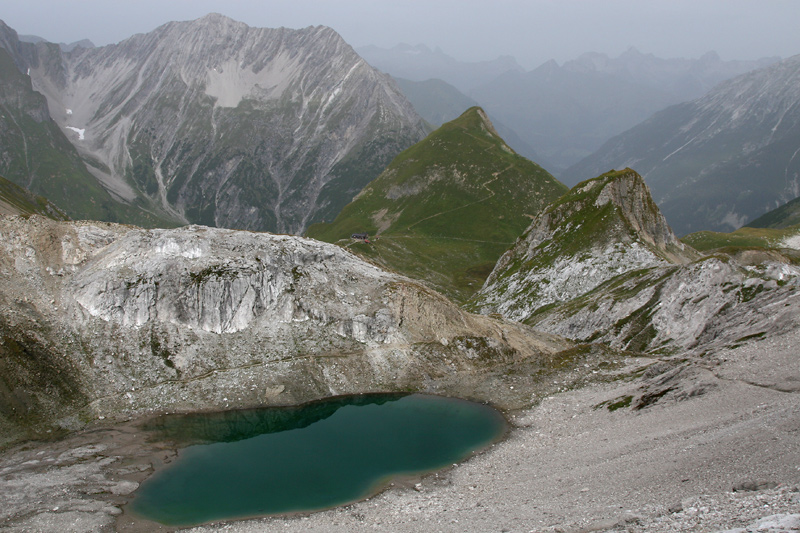
Blik over de Mittlere Seewisee richting Memminger Hütte

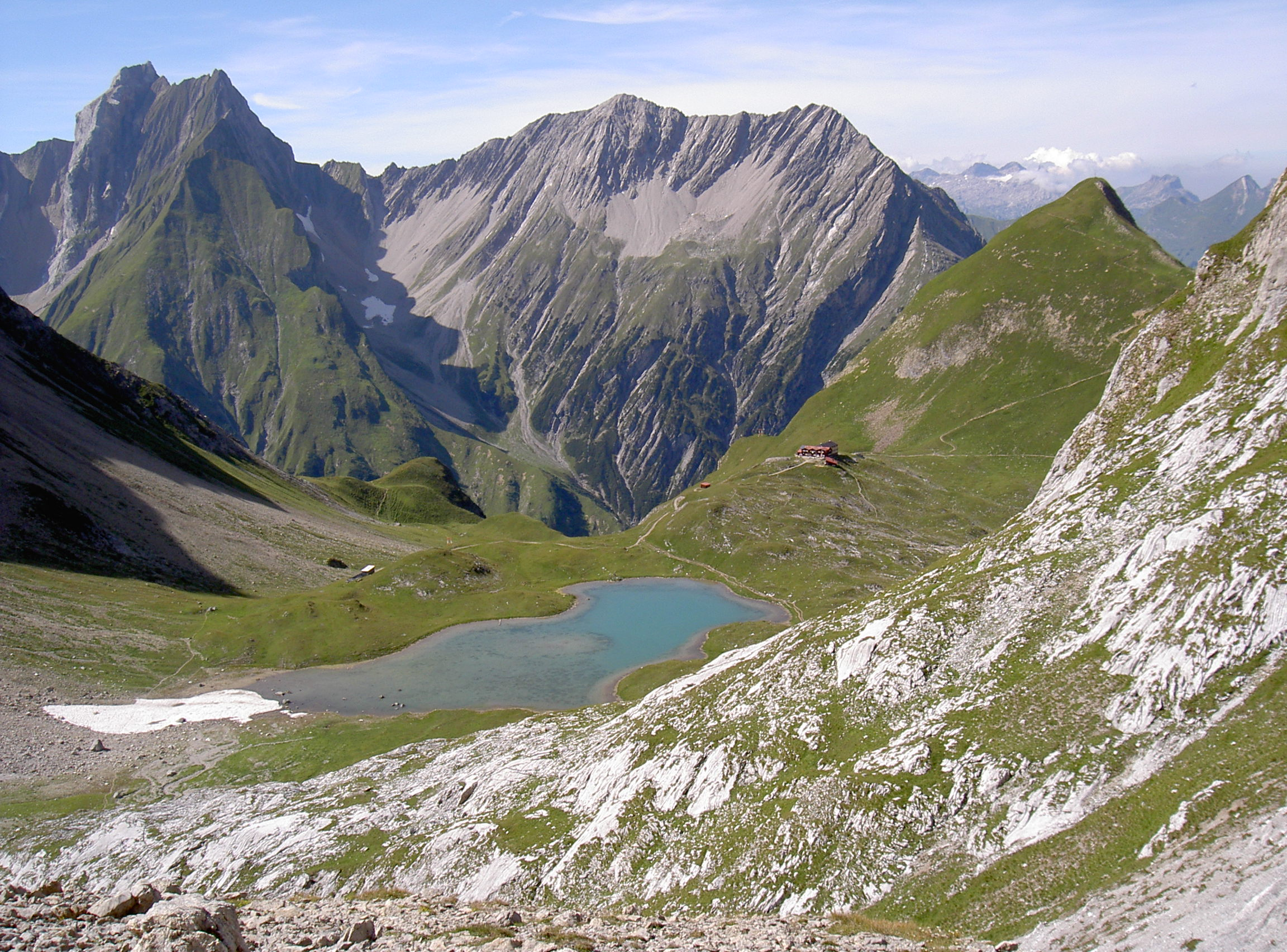
Blik over de Untere Seewisee richting Mieminger Hütte

De Memminger Hütte is een berghut gelegen in de Lechtaler Alpen in de Oostenrijkse deelstaat Tirol. De hut ligt op een hoogte van 2242 meter, hemelsbreed ruim zes kilometer ten noorden van Grins in het Stanzertal. De hut is eigendom van de sectie Memmingen van de Deutsche Alpenverein.
De Memminger Hütte ligt bij het bergmeertje Untere Seewisee. Twee andere bergmeertjes, de Mittlere Seewisee en Obere Seewisee liggen op een half uur gaans vanaf de hut.
De hut is bereikbaar vanuit Bach (1070 meter) in ongeveer vijf uur. Een tocht vanuit Zams (767 meter) neemt zeven uur in beslag. Andere hutten waarnaar getrokken wordt vanaf de Memminger Hütte zijn de Ansbacher Hütte (vijfenhalf uur), de Augsburger Hütte (vierenhalf uur), de Hanauer Hütte (zevenenhalf uur) en het Württemberger Haus (vierenhalf uur). De hut vormt ook het startpunt voor tochten naar de top van de Oberlahmspitze (twee uur), de Parseierspitze (vier uur) en de Vordere, Mittlere en Hintere Seekopf. De huisberg Seekogel en de nabijgelegen Seeköpfle zijn via een gemarkeerde route in respectievelijk 45 minuten en één uur te bereiken.